# Brachyopa dorsata
Brachyopa dorsata là một loài ruồi trong họ Ruồi giả ong (Syrphidae). Loài này được Zetterstedt mô tả khoa học đầu tiên năm 1837. Brachyopa dorsata phân bố ở vùng Cổ Bắc giới